# 瓦爾妲
瓦爾達·埃蘭帖瑞 （Varda Elentári），是英國作家約翰·羅納德·鲁埃爾·托爾金的史詩式奇幻小說《精靈寶鑽》中的人物。曼威之妻，邁雅美麗安是她的近親。瓦爾達意思是「超群」（ sublime）或「崇高」 （lofty），埃蘭帖瑞意思是「星辰之后」 （Star-queen），她又稱伊爾碧綠絲 （Elbereth），姬爾松耐爾 （Gilthoniel），「点燃者」 （The Kindler），「星辰夫人」 Lady of the Stars，「星辰之后」 （Queen of the Stars）和婷托律（ Tintallë）。她將繁星設置在天空上。維拉之一，維麗之首，雅睿塔爾之一，星辰女神，光之女神，天后。
瓦爾達的美麗非筆能形容，伊露維塔之光在她臉上閃耀，她在埃努的大樂章之前就認識米爾寇，米爾寇鍾情於她，但瓦爾達一眼看出他的內在，並拒絕了他，因此米爾寇對她又恨又怕，之後瓦爾達嫁給曼威，成為他的妻子。
她與曼威一同居住在泰尼魁提爾山上，用雙聖樹的露水打造星辰，如遇到危險劫難時呼喚她的名，她也總是回應他們。在《魔戒》中，瓦爾達曾回應山姆的要求，透過凱蘭崔爾女王給佛羅多的星光寶瓶，救山姆脫離屍羅和半獸人魔掌。

## 相關影響
在托爾金作品之後，一顆2003年發現的小行星被命名為「174567瓦爾妲」。